# Nouvelle Porte

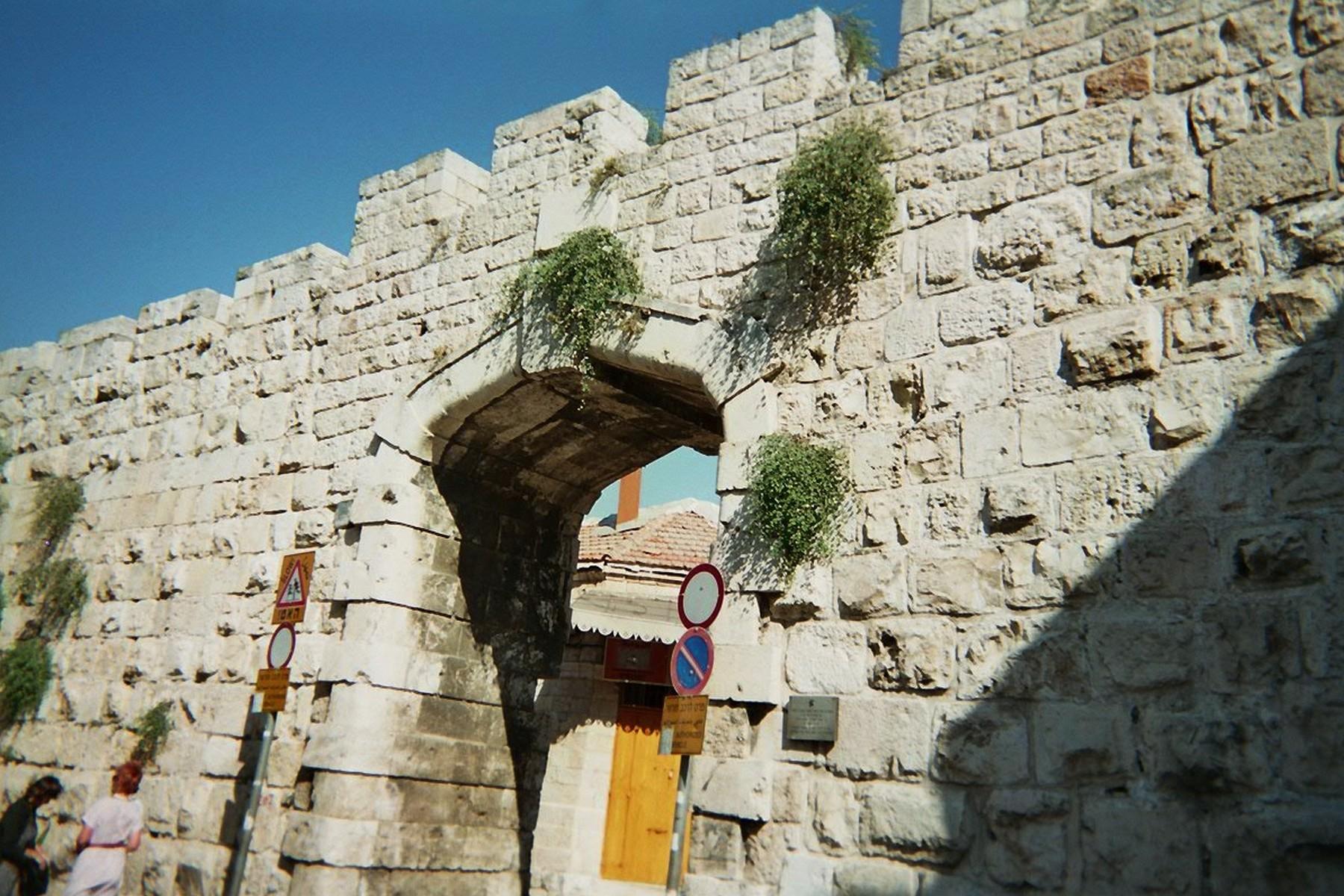
La Nouvelle Porte

La Nouvelle Porte (en hébreu השער החדש, Sha'ar Ha'hadash ; en arabe Bab al-Jedid) ; New Gate) est la plus récente ouverture pratiquée dans les fortifications de la vieille ville de Jérusalem.

## Histoire

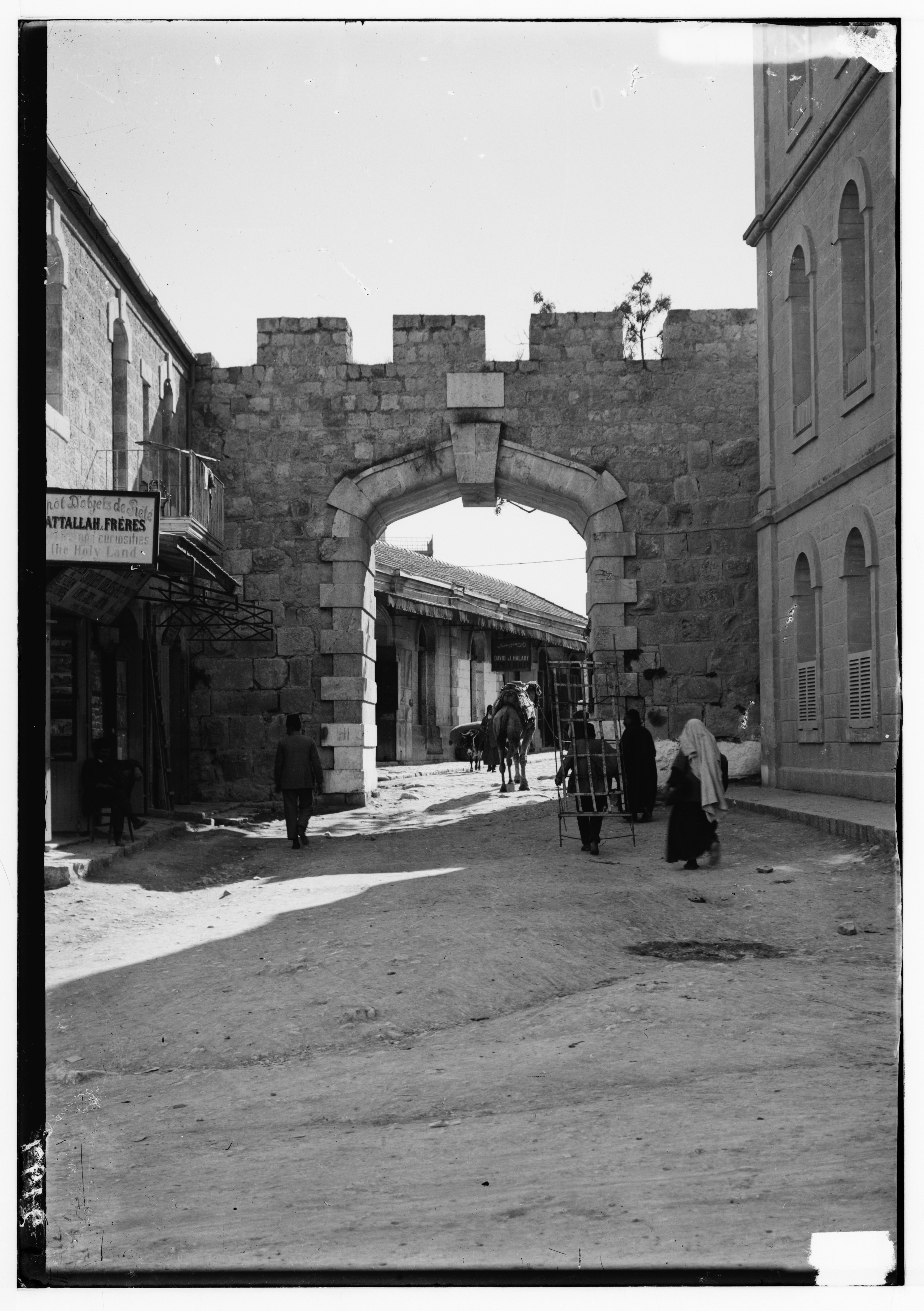
La Nouvelle Porte entre 1900 et 1920

Sur les remparts de Jérusalem construits entre l'époque du Premier Temple de Salomon et 1538, la Nouvelle Porte est une percée dans la muraille, qui se situe au nord-ouest du quartier chrétien de la cité de Jérusalem. Elle se présente sous forme d'arc et est décorée de pierres crénelées. 
Elle fut construite entre 1886 et 1898 par la France, à la demande du consul français, pour permettre un accès facile aux lieux saints aux habitants du quartier chrétien et du Russian compound, et pour les pèlerins hébergés à l'hospice Notre-Dame de France, lui même achevé en 1886 et située juste en face,. Elle fut aussi baptisée Bab Sultan Abd ul Hamid (Porte du sultant Abdül Hamid) par le sultan ottoman Abdülhamid II qui a autorisé sa construction quand Jérusalem et la Palestine étaient sous administration ottomane
Elle est inaugurée en grande pompe lors de la visite de l'Empereur d'Allemagne Guillaume II qui avait tenu à la franchir à cheval, et pour lequel un trou avait même été percé dans la muraille pour permettre le passage de sa délégation, .
Dans le premier quart du XXe siècle, la Nouvelle Porte, comme toutes les autres portes de la vieille ville, incluait une porte en fer surveillée par la police et fermée ainsi que stipulé dans les règlements administratifs puis retirée. L'après-midi du vendredi 23 août 1929, une attaque a été organisée par les Arabes de la vieille ville, enflammés par les sermons aux prières du midi au Mont du Temple-'Esplanade des Mosquées (Haram al Sharif), entre la Nouvelle Porte et la porte de Damas, et qui a entraîné la mort de plusieurs Juifs. Une grille métallique est ré-installée par les autorités britanniques sous mandat, à la Nouvelle Porte qui sera ainsi gardée. 

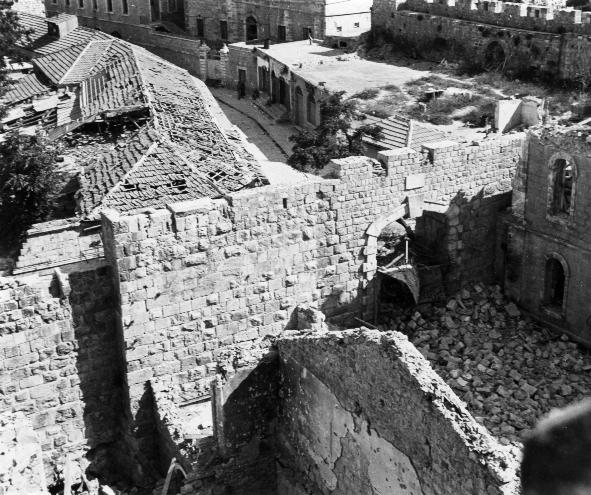
Durant les batailles pour Jérusalem en 1948

Installation d'une grille métallique, le 21 octobre 1937.

De 1946 et jusqu'à l'Indépendance d'Israël, l'administration britannique crée une zone de sécurité entre la Nouvelle Porte et la route de Jaffa, en raison de l'activité terroriste des deux côtés. Le 15 novembre 1945, le groupe Stern tente de partie démolir le mur à côté de la Nouvelle Porte, en utilisant un dispositif massif qui a nécessité dix hommes pour le transport et la mise en place mais il n'a pas fonctionné. Durant la Guerre israélo-arabe de 1948-1949, après la prise de Jérusalem-Est et l'occupation par les Jordaniens, ceux-ci la condamnèrent. Elle fut de nouveau rouverte en 1967 par l'armée israélienne après la Guerre des Six Jours et la prise de la Vieille ville et Jérusalem-Est par les Israéliens.   
Sur sa façade, comme sur celles des autres murs alentour, poussent entre les pierres des touffes épineuses de câpriers que les autorités israéliennes nettoient régulièrement.
De nos jours, la porte elle-même relève du conservatoire de l'Autorité israélienne des antiquités. Le terrain autour de la Nouvelle Porte est en grande partie la propriété du Patriarcat latin de Jérusalem et de l'Ordre franciscain, qui ont refusé de vendre au gouvernement israélien. La zone des terres du Patriarcat entre la Nouvelle Porte et la porte de Damas est seulement louée, même pour la construction d'un parc. Dans la disposition urbaine actuelle de Jérusalem, la Nouvelle Porte offre la route la plus rapide de la vieille ville à Jérusalem-Ouest, y compris via la ligne de bus Egged n° 1 et 2, via sa route HaSha'ar HaKhadash.

## Alentour
Notre Dame de France est un monastère catholique et une maison d'hôtes située en face de la Nouvelle Porte sur la rue Ha-Tsanchanim (rue des Parachutistes). D'autres bâtiments remarquables se trouvent à proximité de la Nouvelle Porte : le Collège des Frères (pour garçons), l'église St-Basile, l'église Custodia di Terra de Santa, l'église du Saint-Sauveur et l'Hôpital français Saint-Louis, situé à l'extérieur du mur.

Vue alentour
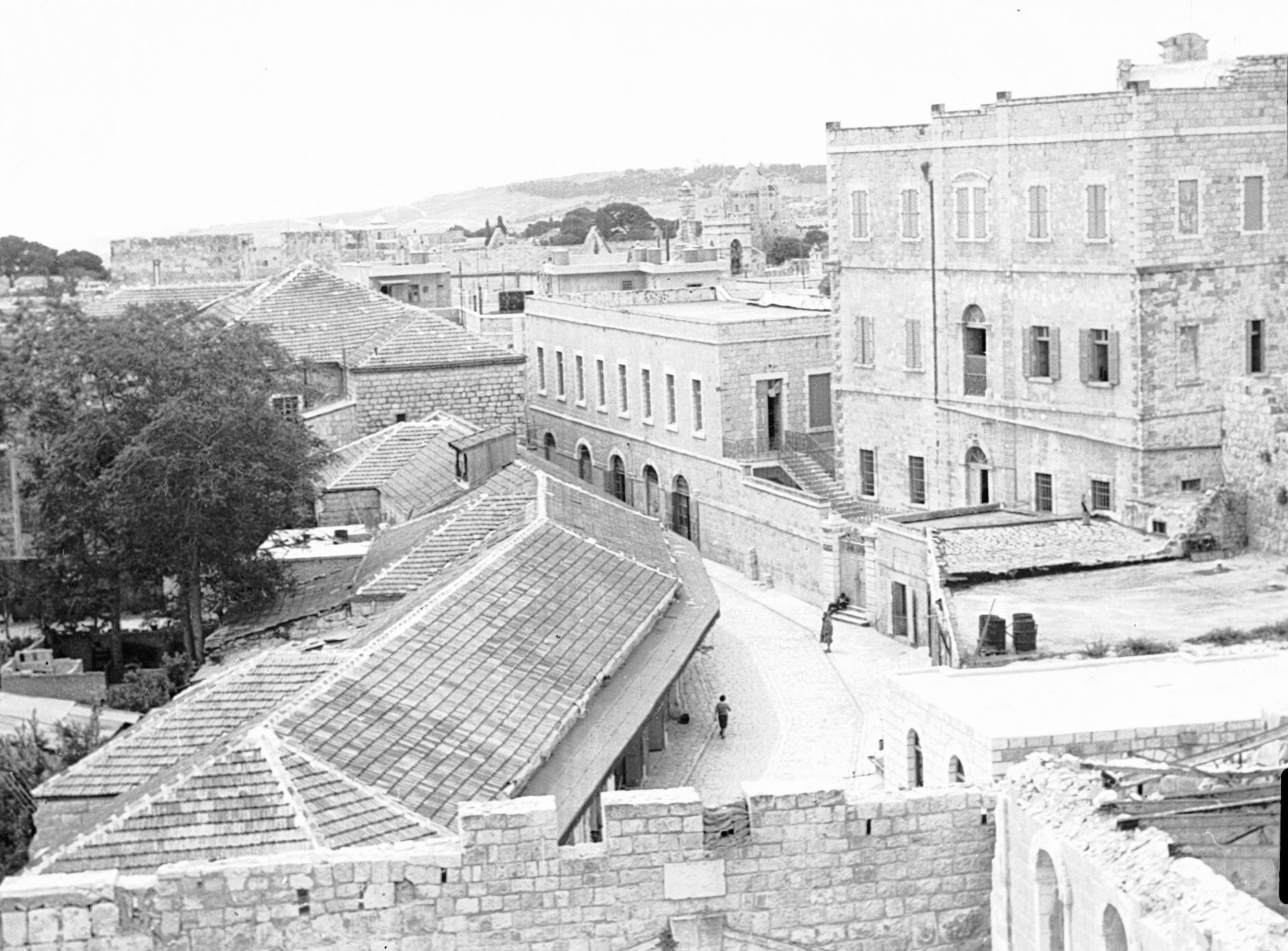
Par-dessus la Nouvelle Porte vers 1950.
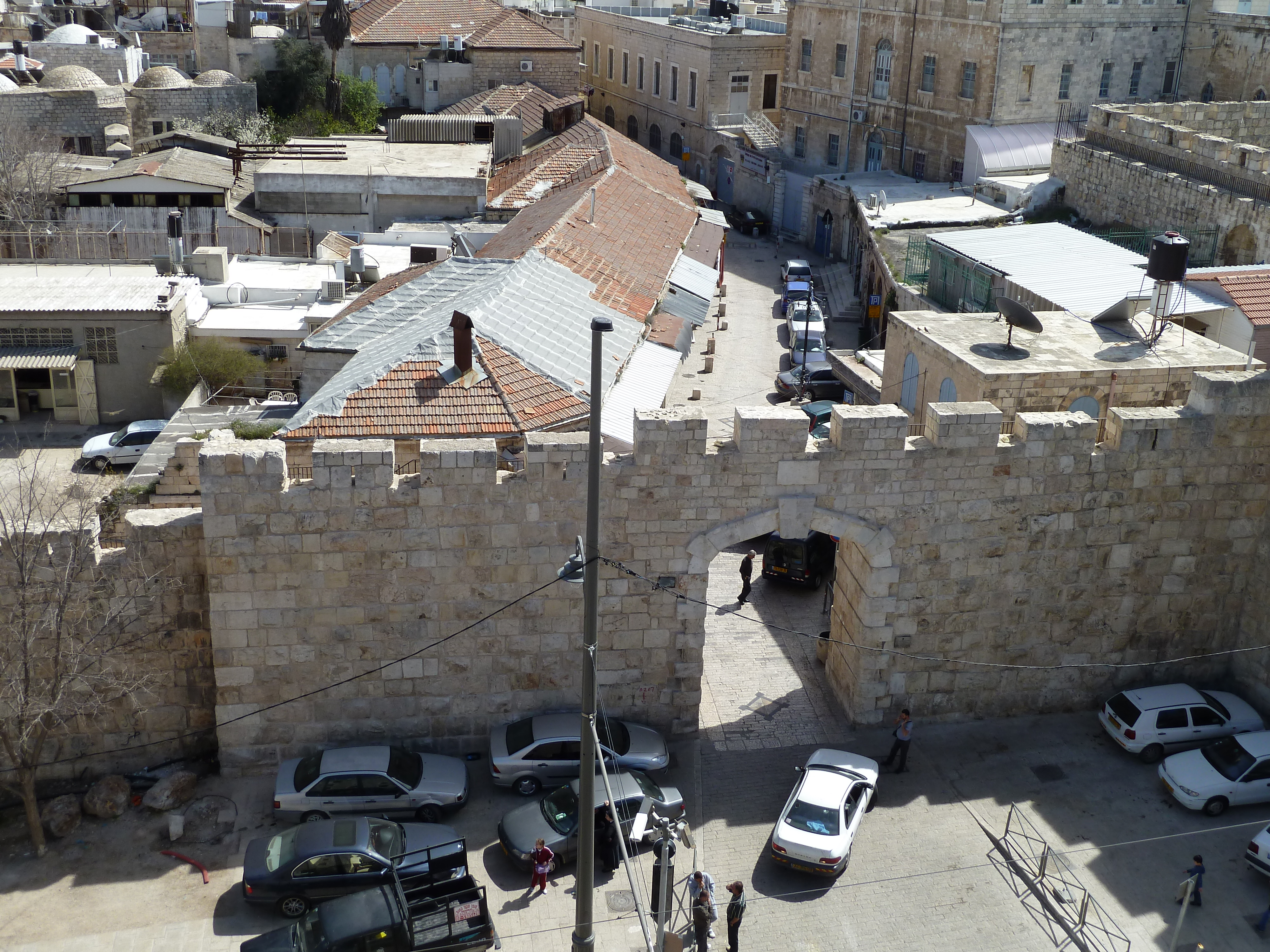
Par-dessus la Nouvelle Porte en 2011.

## Galerie

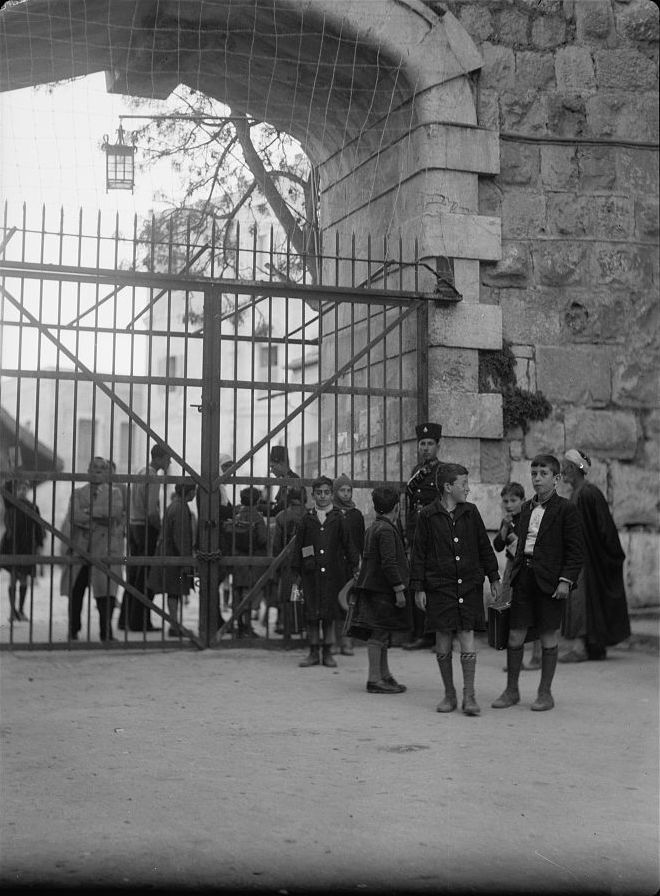
Emeutes en 1938
Troupe britannique sur le mur de l'hôpital français, face à la Nouvelle Porte, octobre 1938
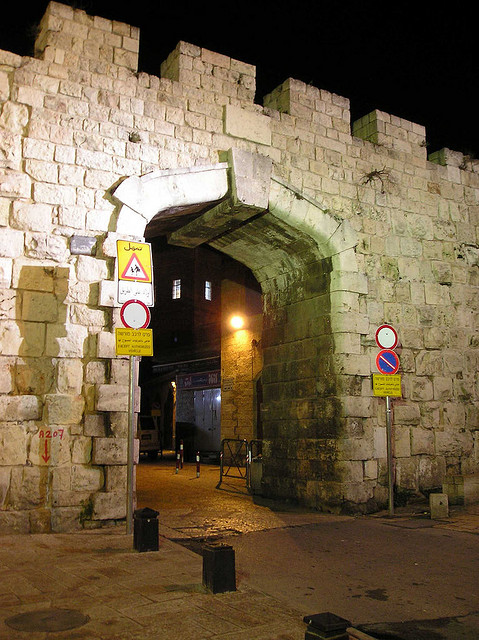
2006
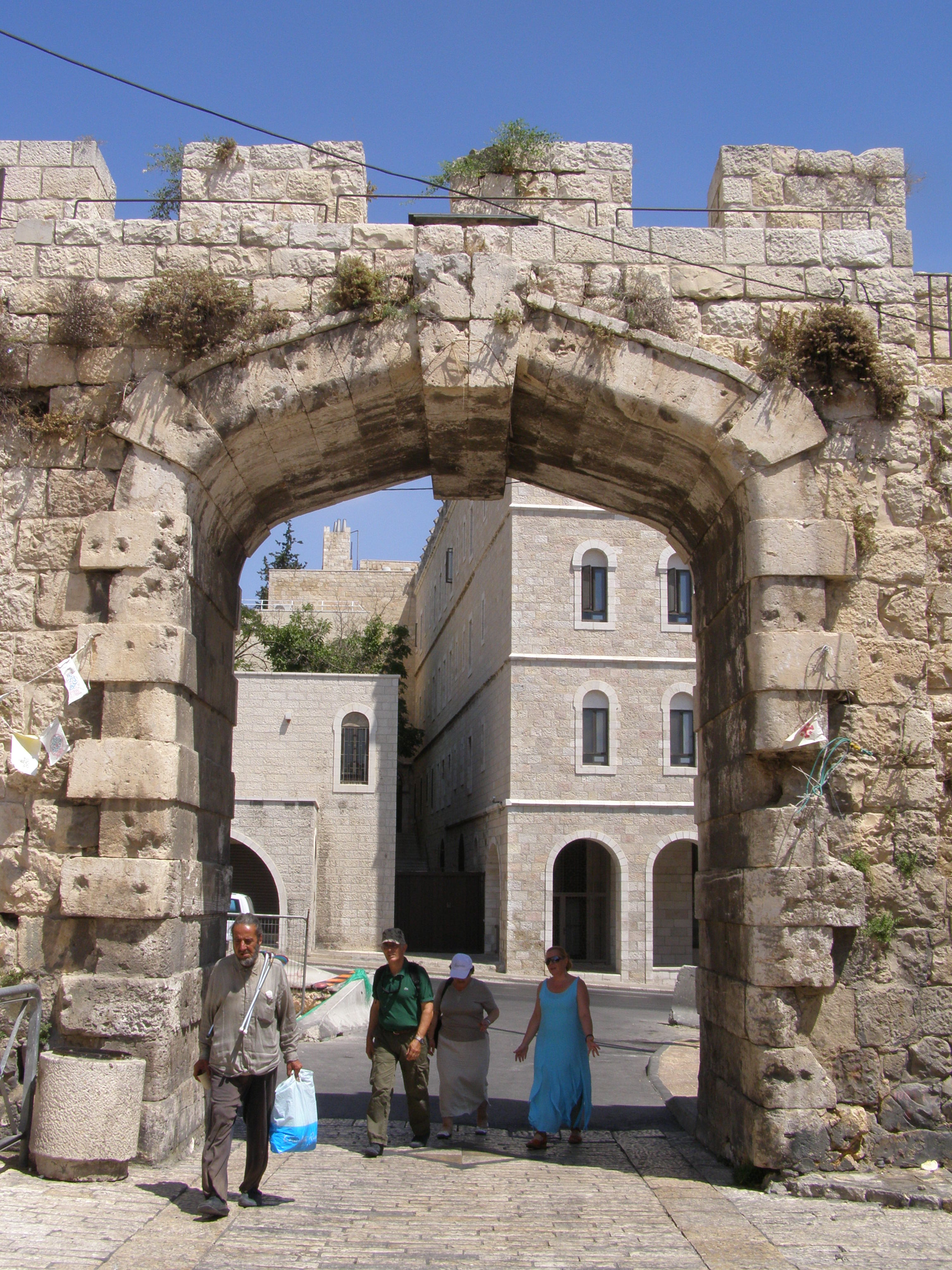
2009
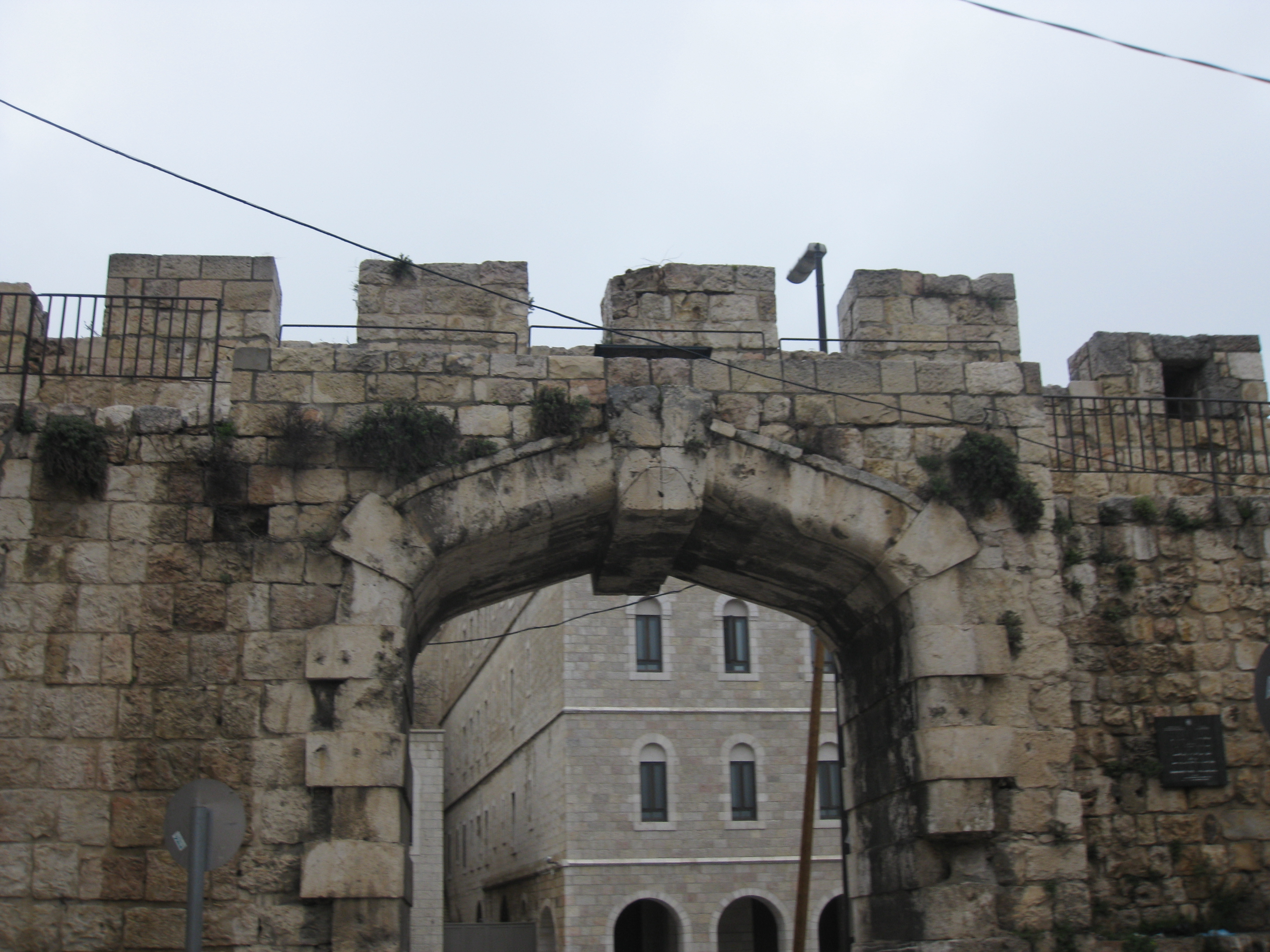
2010
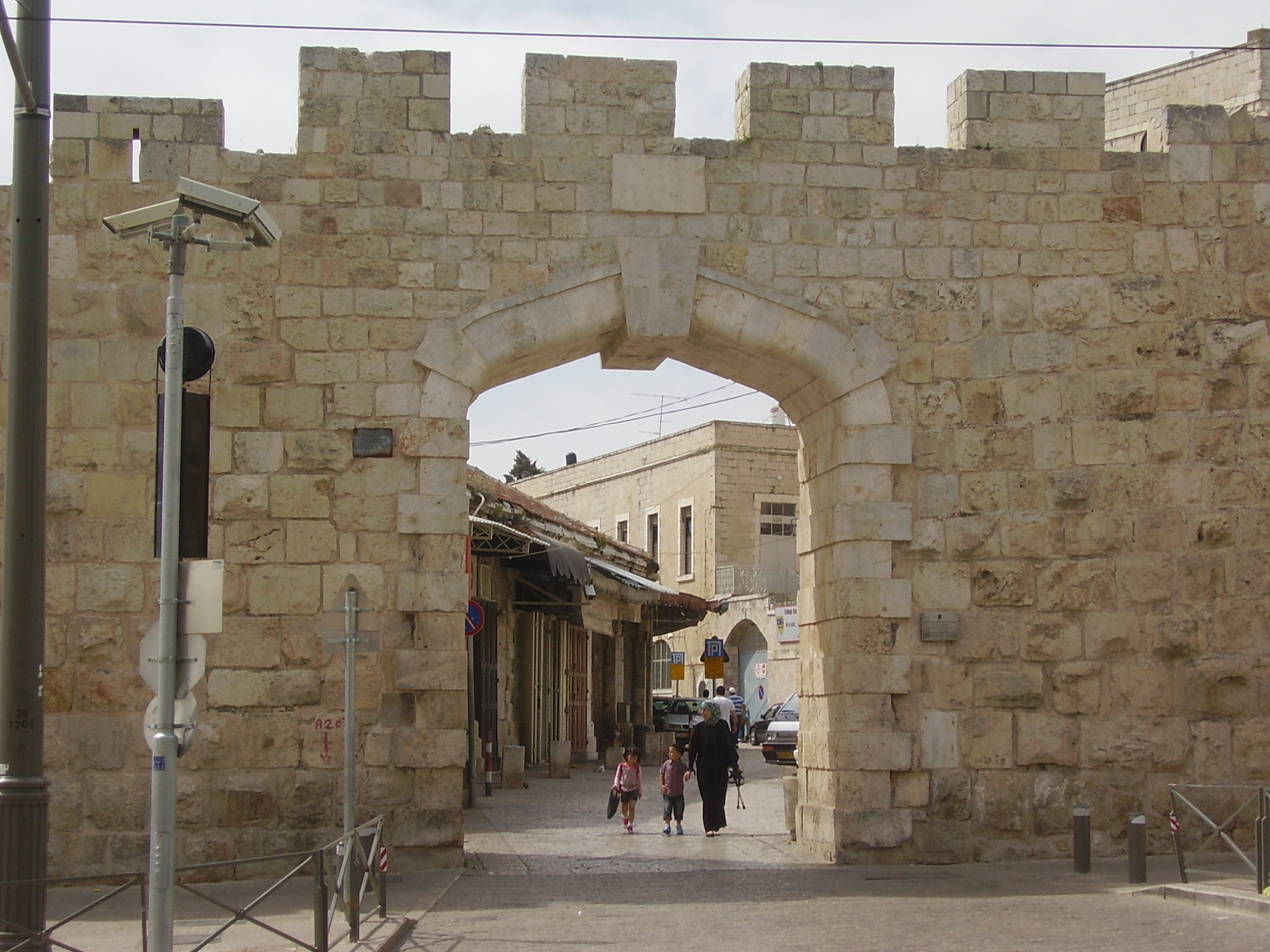
2011
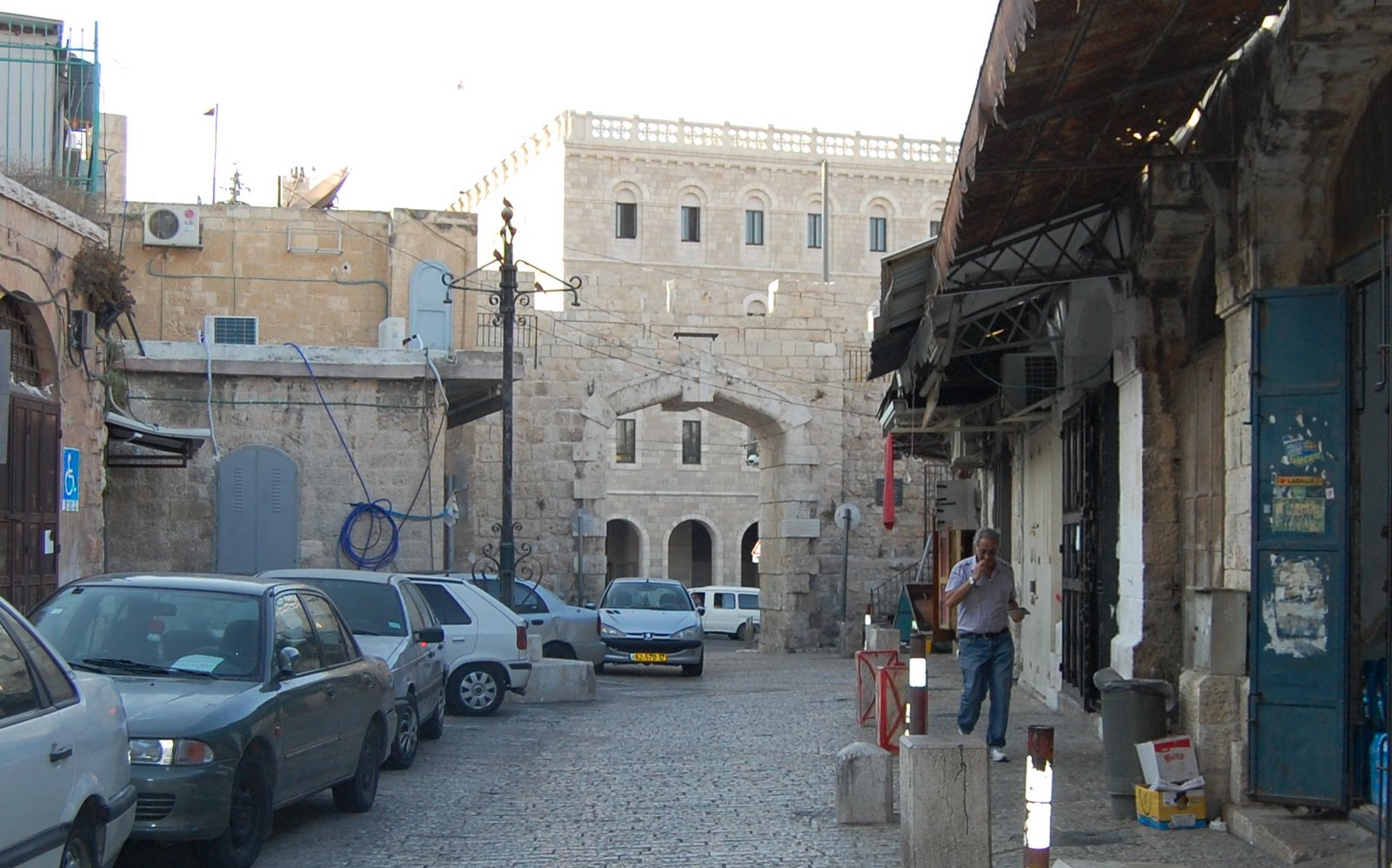
2011
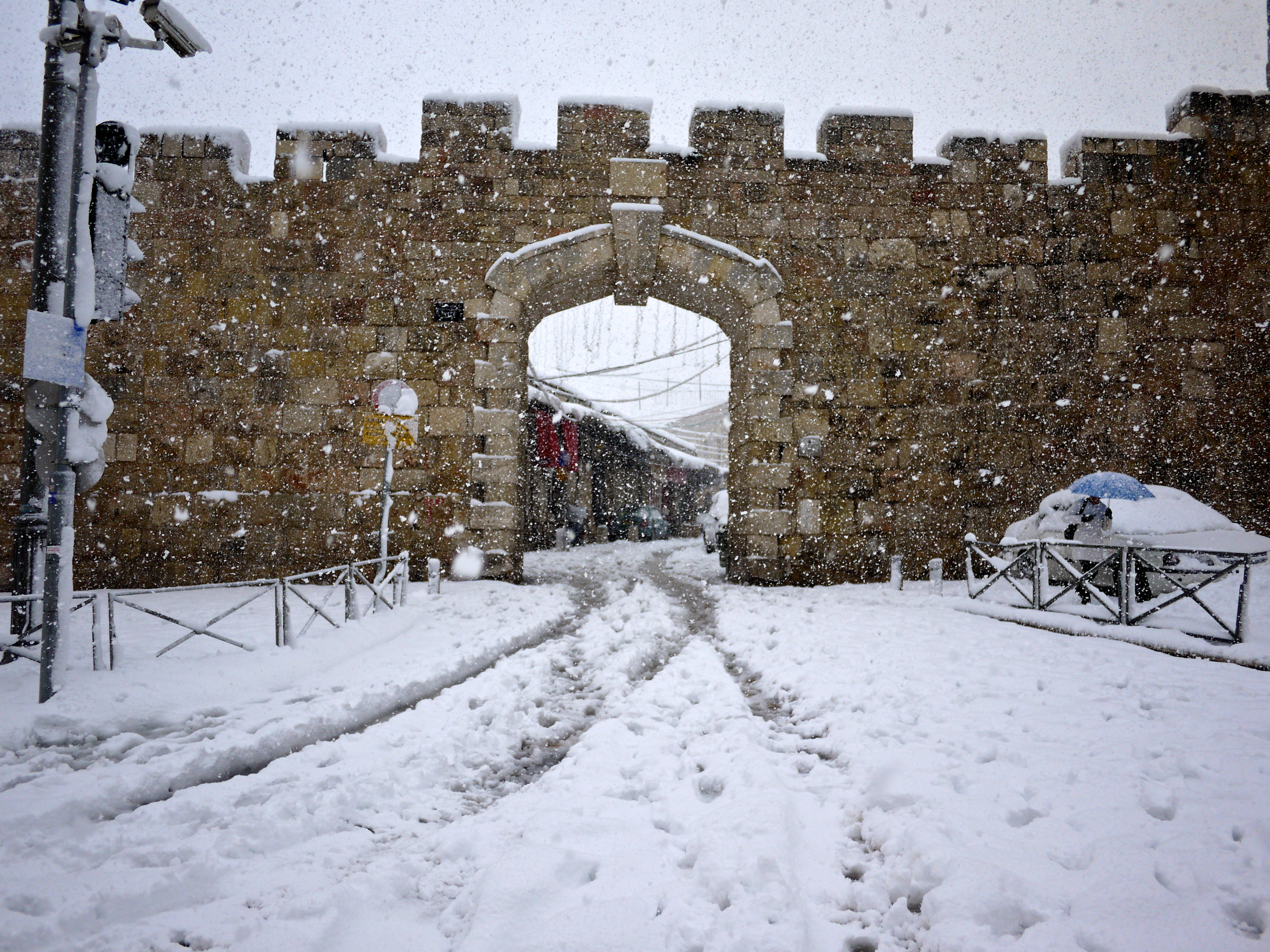
2013